# Montana Story
Montana Story ist ein Filmdrama von Scott McGehee und David Siegel, das im September 2021 beim Toronto International Film Festival seine Premiere feierte.

## Handlung
Der Zwanzigjährige Cal ist heimgekehrt auf die Ranch seiner Familie, wo sein Vater im Koma liegt. Der Krankenpfleger Ace kümmert sich um die Hospizpflege. Die langjährige Mitarbeiterin Valentina kümmert sich unterdessen um das kleine Gehöft.

## Produktion
Regie führten Scott McGehee und David Siegel, die auch das Drehbuch schrieben. Es handelt sich nach Suture, The Deep End, Bee Season, Uncertainty und What Maisie Knew um ihren sechsten gemeinsamen Film.
Haley Lu Richardson spielt Erin, Owen Teague ihren Bruder Cal und Gilbert Owuor den Krankenpfleger Ace.

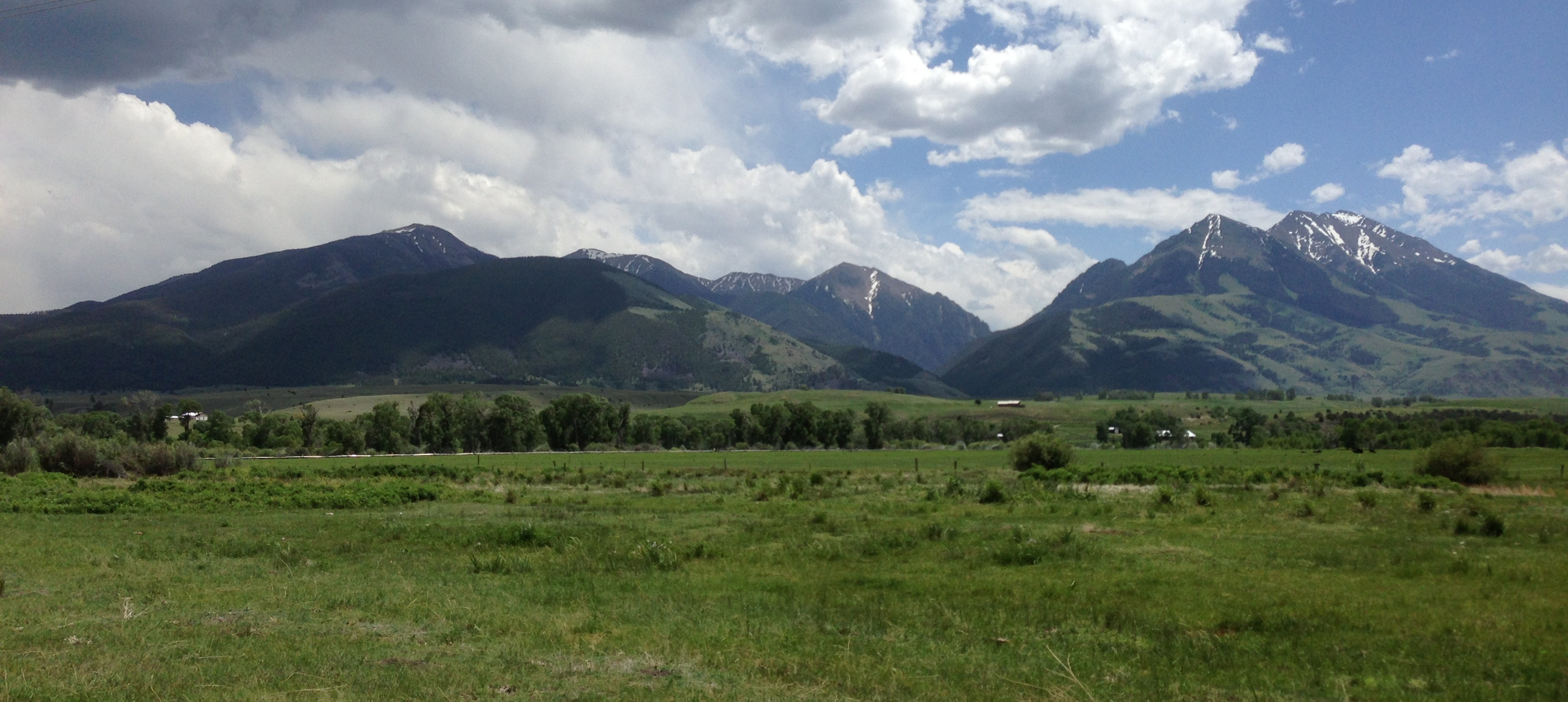
Gedreht wurde im Herbst 2020 im Paradise Valley im titelgebenden Montana

Gedreht wurde über sechs Wochen hinweg in und um das Paradise Valley südlich von Livingston in Montana. Mitte Dezember 2020 wurden die Dreharbeiten beendet. Als Kameramann fungierte Giles Nuttgens.
Die Filmmusik komponierte der Singer-Songwriter Kevin Morby. Das Soundtrack-Album mit insgesamt 13 Musikstücken wurde Anfang Februar 2023 von Dead Oceans als Download veröffentlicht. Auf diesem sind die Lieder One Paper Kid gespielt und gesungen von dem US-amerikanischen Indie-Rock-Band-Projekt Waxahatchee und Like a Flower gesungen von Morby selbst enthalten.
Eine erste Vorstellung erfolgte am 11. oder 12. September 2021 beim Toronto International Film Festival. Im März 2022 wurde er beim Miami Film Festival gezeigt, Ende des Monats und Anfang April 2022 beim Sun Valley Film Festival und hiernach beim Sarasota Film Festival, beim Seattle International Film Festival und beim San Francisco International Film Festival. Ende April 2022 wurde er beim Atlanta Film Festival gezeigt und hiernach beim Prague International Film Festival (Febiofest). Anfang September 2022 wird er beim Festival des amerikanischen Films in Deauville im Hauptwettbewerb gezeigt.

## Rezeption

### Altersfreigabe und Kritiken
In den USA erhielt der Film von der MPAA ein R-Rating, was einer Freigabe ab 17 Jahren entspricht.
Von den bei Rotten Tomatoes aufgeführten Kritiken sind bislang 87 Prozent positiv.

### Auszeichnungen
Artios Awards 2023
- Nominierung in der Kategorie „Low-Budget – Komödie oder Filmdrama“ (Avy Kaufman & Harrison Nesbit)[16]

Cleveland International Film Festival 2022
- Nominierung im American Independents Competition (Scott McGehee und David Siegel)[17]

Festival des amerikanischen Films 2022
- Nominierung im Hauptwettbewerb[18]

Toronto International Film Festival 2021
- Nominierung für den Platform Prize (Scott McGehee und David Siegel)